# Table des caractères Unicode/U16FE0
Cette page contient des caractères spéciaux ou non latins. S’ils s’affichent mal (▯, ?, etc.), consultez la page d’aide Unicode.
Table des caractères Unicode U+16FE0 à U+16FFF.

## Symboles et ponctuation idéographiques
Caractères utilisés dans l'Écriture tangoute et dans le Nüshu.

### Table des caractères
| en fr   | 0  | 1  | 2 | 3 | 4 | 5 | 6 | 7 | 8 | 9 | A | B | C | D | E | F |
| ------- | -- | -- | - | - | - | - | - | - | - | - | - | - | - | - | - | - |
| U+16FE0 | 𖿠 | 𖿡 |   |   |   |   |   |   |   |   |   |   |   |   |   |   |
| U+16FF0 |    |    |   |   |   |   |   |   |   |   |   |   |   |   |   |   |